# Bothriurus cordubensis
Espèce
Bothriurus cordubensis est une espèce de scorpions de la famille des Bothriuridae qui vis principalement dans l'Amérique du sud.

## Distribution
Cette espèce est endémique d'Argentine. Elle se rencontre dans les provinces de Córdoba, de San Luis, de San Juan, de La Rioja, de Santiago del Estero, de Tucumán et de Salta.

## Description
Le mâle holotype mesure 24,68 mm et la femelle paratype 30,77 mm.

## Étymologie
Son nom d'espèce, composé de cordub[a] et du suffixe latin -ensis, « qui vit dans, qui habite », lui a été donné en référence au lieu de sa découverte, la province de Córdoba.

## Publication originale
- Acosta, 1995 : The scorpions of the Argentinian Western Chaco. 1. Diversity and distributional patterns. Biogeographica (Paris), vol. 71, no 2, p. 49-59.